# تیل‌بروک
تیل‌بروک (به انگلیسی: Tilbrook) یک روستا و محله مدنی در بریتانیا است که در هانتینگدونشر واقع شده‌است. تیل‌بروک ۳۷۰ نفر جمعیت دارد.